# Morgan Bulkeley

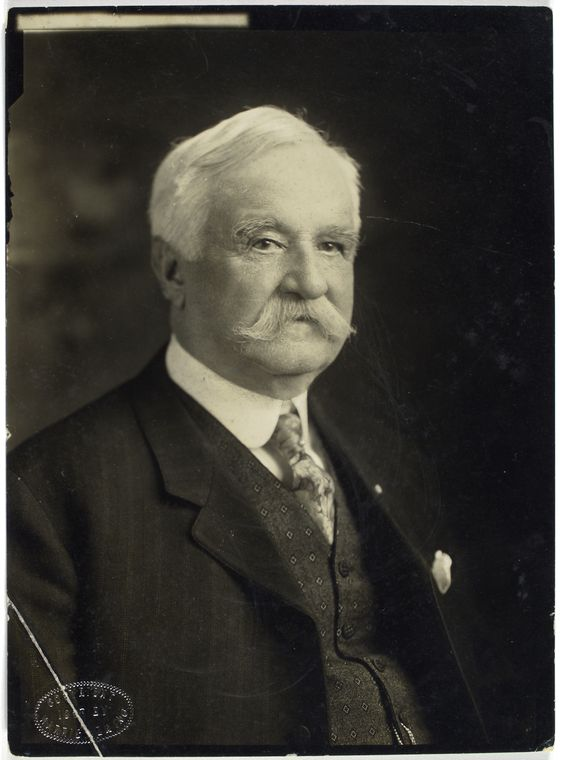
Morgan Bulkeley (1908)

Morgan Gardner Bulkeley (* 26. Dezember 1837 in East Haddam, Connecticut; † 6. November 1922 in Hartford, Connecticut) war ein US-amerikanischer Politiker und von 1889 bis 1893 Gouverneur des US-Bundesstaates Connecticut. Er war Mitglied der Republikanischen Partei.

## Frühe Jahre und politischer Aufstieg
Morgan Gardner Bulkeley, Sohn von Lydia Smith und Eliphalet Adams, einem Gesetzgeber und Gründer der Connecticut Mutual and Aetna Life Insurance Companies, wurde am 26. Dezember 1837 in East Haddam, Connecticut geboren. Er besuchte die öffentlichen Schulen in Hartford und begann dann schon im Alter von 14 Jahren im Versicherungsunternehmen seines Vaters zu arbeiten. 1852 zog er nach New York, wo er bei der H.P. Morgan Company als Verkäufer arbeitete und zuletzt Partner war. Während des Sezessionskriegs verpflichtete er sich im 13. New York Regiment, wo er auch den ganzen Krieg lang verblieb. Nach dem Krieg und dem Tod seines Vaters kehrte er 1872 nach Hartford zurück und gründete dort die United States Bank. Ferner war er bis zu seinem Rücktritt 1879 der Präsident dieser Bank. Er übernahm danach den Vorsitz des Aetna Insurance, den er sein ganzes restliches Leben behielt. Bulkeley entschied sich 1875 eine politische Laufbahn einzuschlagen, indem er in den Hartford Common Council gewählt wurde. Er wurde auch 1876 ein Mitglied der Board of Aldermen sowie zwischen 1880 und 1888 Bürgermeister von Hartford.

## Gouverneur von Connecticut
Bulkeley gewann 1888 die Gouverneursnominierung der Republikaner und wurde dann durch eine republikanische Mehrheitslegislative zum Gouverneur von Connecticut gewählt. Zum Ende seiner ersten Amtszeit wurde er in eine politische Auseinandersetzung verwickelt, so dass er 1890 den Sieg der Gouverneurswahl nicht anerkannte. Aufgrund der Verwirrung über die Rechtmäßigkeit der Stimmabgabe, sowie der Unentschlossenheit der Legislative einen Gouverneur zu nennen, erlaubten es Bulkeley bis 1893 als Gouverneur zu verbleiben. Während dieses Zeitraums musste Bulkeley sich Geld von der Aetna leihen, um Staatsrechnungen zu bezahlen, die sich durch die legislative Behinderungen ergaben, um eine Finanzierung zugänglich machte.

## Weiterer Lebenslauf
Nachdem er sein Amt verlassen hatte, war er zwischen 1904 und 1911 im US-Senat tätig, sowie in einem Ausschuss, der den Bau der State Library, sowie des Supreme Court Building beaufsichtigte. Er war auch der Gründer einer der ursprünglichen Mannschaften der National League of Baseball Clubs, der Hartford Dark Blues und wurde als Folge davon in die Baseball Hall of Fame gewählt.
Morgan G. Bulkeley verstarb am 6. November 1922 und wurde dann auf dem Cedar Hill Cemetery in Hartford, Connecticut beigesetzt. Er war mit einer Fannie Briggs Houghton verheiratet. Das Paar hatte drei gemeinsame Kinder.